# كازوكي نيشييا
كازوكي نيشييا (باليابانية: 西谷 和希) (5 أكتوبر 1993 في توتشيغي في اليابان – )؛ هو لاعب كرة قدم ياباني سابق كان يلعب كلاعب وسط.

## وصلات خارجية
- كازوكي نيشييا على موقع رابطة كرة القدم اليابانية للمحترفين (اليابانية)
- كازوكي نيشييا على موقع قاعدة بيانات كرة القدم.إي يو (الإنجليزية)
- كازوكي نيشييا على موقع Soccerway.com (الإنجليزية)
- كازوكي نيشييا على موقع عالم كرة القدم.نت (الإنجليزية)